# Casse-tête
Pour les articles homonymes, voir Casse-tête (homonymie).

Résolution d'un casse-tête.

Un casse-tête est un jeu qui se joue seul ou à plusieurs. Il consiste à partir d'une situation initiale donnée ou aléatoire et à aboutir à une situation particulière en suivant un certain nombre de règles. Les casse-tête peuvent se trouver de différentes formes :
- casse-têtes mécaniques : Rubik's Cube, puzzle multipyramidal ;
- les jeux de cartes (exemple : réussite) ;
- casse-têtes géométriques se jouant à l'aide de pièces : taquin, Tangram ;
- les casse-tête géométriques qui se résolvent à l'aide d'un papier et d'un crayon ;
- les jeux à partir du matériel d'un jeu existant : problème du cavalier et problème des huit dames basés sur les règles des échecs ;
- les jeux numériques (cryptarithmes, carrés magiques).
- les jeux de QI (intégrammes)

Certains casse-tête ont peu d'intérêt du point de vue ludique, mais offrent des illustrations de modèles mathématiques ou informatiques complexes. Exemple : l'énigme des trois maisons ou la combinatoire des tours de Hanoï.
Au Canada francophone, le mot « casse-tête » est aussi utilisé pour nommer ce qu'on appelle plus précisément ailleurs un puzzle.

## Histoire des casse-tête mécaniques

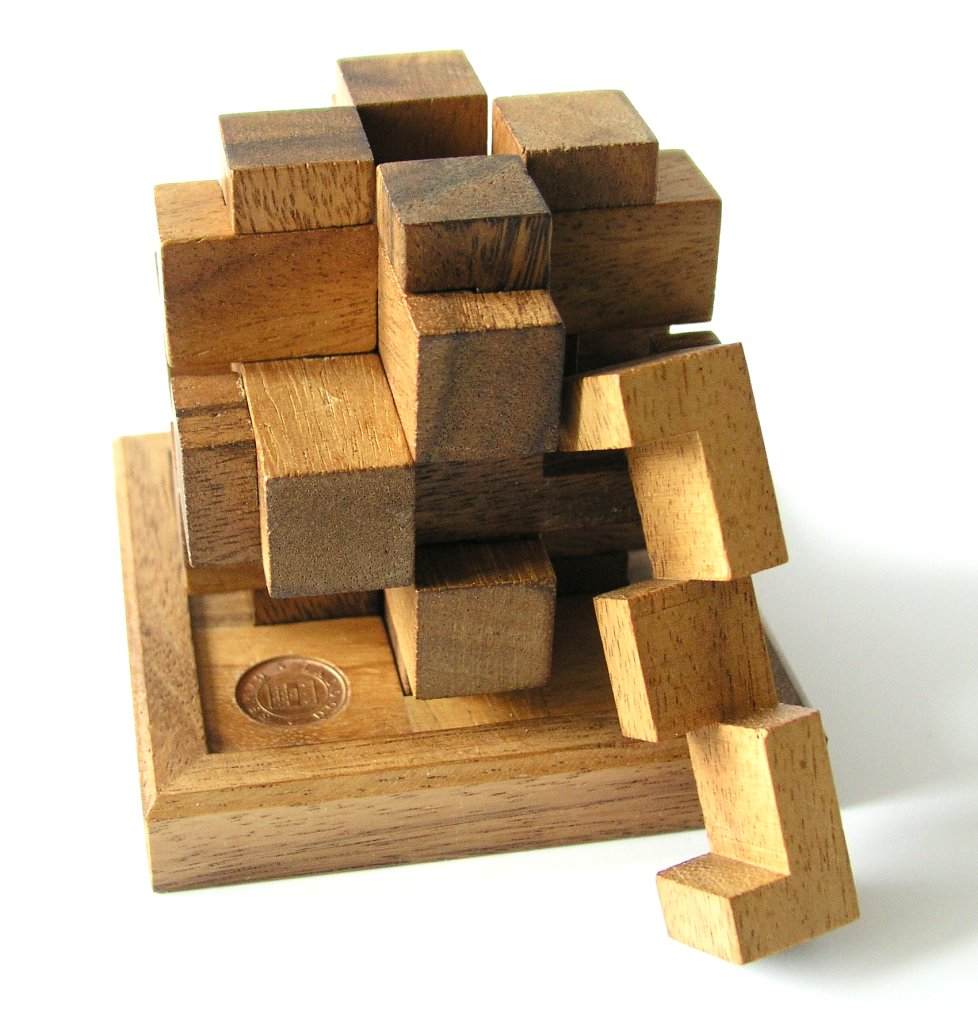
Casse-tête mécanique conçu par W. Altekruse, 1890.

Le plus vieux casse-tête mécanique connu est originaire de Grèce et date du IIIe siècle. Ce jeu, le stomachion, est un carré divisé en 14 parties qu'il s'agit d'assembler pour créer différentes formes. Le jeu du baguenaudier, décrit par Jérôme Cardan en 1550, serait originaire de Chine du Nord. En 1742, au Japon, on fait mention d'un jeu appelé « Sei-gon Shona Chie no-Ita » dans un livre. Autour de l'année 1800, le puzzle Tangram est devenu populaire en Chine, et 20 ans plus tard, il s'est répandu à travers l'Europe et l'Amérique. La société Richter, de Rudolstadt, a commencé à produire de grandes quantités de jeux similaires au Tangram, les fameuses « pierres d'Anker ».
Les casse-tête ont été très en vogue vers la fin du XIXe siècle et du début du XXe siècle. Le premier brevet d'invention pour un casse-tête a été enregistré pendant cette époque.
En France, Édouard Lucas décrit et analyse un certain nombre de casse-têtes, dont les tours de Hanoï et le jeu du baguenaudier. En 1893, le professeur Hoffman a écrit un livre intitulé « Casse-tête anciens et nouveaux ». Il contenait, entre autres, plus de 40 casse-tête avec des descriptions de mécanismes secrets. Ce livre est devenu un ouvrage de référence pour les jeux de casse-tête et des exemplaires modernes ont été imprimés. Le problémiste américain Sam Loyd a étudié le tangram et décrit le jeu de taquin (1914).
Au tournant du 20e siècle, les casse-têtes ont connu un essor fulgurant, marqué par l'enregistrement des premiers brevets. Le modèle de W. Altekruse de 1890, constitué de 12 pièces identiques, illustre parfaitement cette tendance.
Avec l'invention de matériaux faciles à modeler comme le plastique, l'éventail des possibilités de casse-tête a grandi. Le Rubik's Cube, sans doute le plus célèbre casse-tête dans le monde entier, serait plus difficile à réaliser sans les polymères modernes (même s'il en existe une version « 30e anniversaire » en bois).

## Classification
(décembre 2009).
Si vous disposez d'ouvrages ou d'articles de référence ou si vous connaissez des sites web de qualité traitant du thème abordé ici, merci de compléter l'article en donnant les références utiles à sa vérifiabilité et en les liant à la section « Notes et références ».
Plusieurs auteurs (tels le mathématicien belge Maurice Kraitchik) ont reconnu dans la diversité des casse-têtes quelques grands thèmes, et en ont proposé une classification. On peut distinguer :
- Casse-tête géométriques combinatoires
  - Les dissections ou puzzles géométriques comme le Tangram (qui peut être utilisé aussi comme test de créativité)
  - Partitions géométriques (comme celui de l'énigme des trois maisons)
  - Polyformes
  - Casse-tête de déplacements dont les puzzles à pièces coulissantes comme l'Âne Rouge, le Jeu du Taquin ou Century
  - Les dominos
  - Constructions et rangements
  - Jeux d'allumettes
  - Dédales et labyrinthes
- Casse-tête mécanique
  - Tours de Hanoï
  - Jeu du baguenaudier
  - Jeux de ficelle
  - Rubik's Cube
  - Puzzle multi-pyramidal
- Casse-tête numériques et logiques
  - Carrés magiques de lettres et de nombres
  - Sudoku, Takuzu
  - Futoshiki